# Marion Lotout
Marion Lotout (ur. 19 listopada 1989 w Saint-Brieuc) – francuska lekkoatletka specjalizująca się w skoku o tyczce.
Na międzynarodowej arenie debiutowała w roku 2008, kiedy to nie przebrnęła przez eliminacje podczas mistrzostw świata juniorów w Bydgoszczy. W 2011 bez powodzenia startowała na młodzieżowym czempionacie Europy oraz zajęła 8. miejsce podczas uniwersjady w Shenzhen. Uczestniczka igrzysk olimpijskich w Londynie (2012). Rok później uplasowała się na 12. miejscu mistrzostw świata w Moskwie oraz sięgnęła po złoty medal igrzysk frankofońskich w Nicei.
Złota medalistka mistrzostw Francji oraz reprezentantka kraju na drużynowych mistrzostwach Europy.
Rekordy życiowe: stadion – 4,60 (12 czerwca 2013, Grenoble oraz 30 maja 2015, Pézenas); hala – 4,56 (22 lutego 2014, Bordeaux).

## Osiągnięcia
| Rok  | Impreza                                 | Miejsce    | Lokata            | Wynik (m) |
| ---- | --------------------------------------- | ---------- | ----------------- | --------- |
| 2008 | Mistrzostwa świata juniorów             | Bydgoszcz  | el. – 22. miejsce | 3,65      |
| 2011 | Młodzieżowe mistrzostwa Europy          | Ostrawa    | el. – 13. miejsce | 4,10      |
| 2011 | Uniwersjada                             | Shenzhen   | 8. miejsce        | 4,25      |
| 2012 | Igrzyska olimpijskie                    | Londyn     | el. – 33. miejsce | 4,10      |
| 2013 | Superliga drużynowych mistrzostw Europy | Gateshead  | 4. miejsce        | 4,35      |
| 2013 | Mistrzostwa świata                      | Moskwa     | 12. miejsce       | 4,45      |
| 2013 | Igrzyska frankofońskie                  | Nicea      | 1. miejsce        | 4,40      |
| 2014 | Mistrzostwa Europy                      | Zurych     | –                 | NM        |
| 2015 | Superliga drużynowych mistrzostw Europy | Czeboksary | 5. miejsce        | 4,40      |
| 2015 | Mistrzostwa świata                      | Pekin      | el. – 21. miejsce | 4,30      |